# Oskar Pollak
Oskar Pollak (5. září 1883, Praha – 11. června 1915 padl na řece Soči, Itálie) byl historik umění.

## Život
Oskar Pollak se narodil v Praze V. - Josefově, v chudé německé židovské rodině kupce Adolfa Pollaka (1855 – před 1912) jako druhé ze tří dětí. Matka Hermína Pollaková se narodila 22. ledna 1864 ve Mcelech u Nymburka jako Hermine Fluss, vdala se roku 1882 a brzy ovdověla. Oskar absolvoval staroměstské Německé státní gymnázium v zadním traktu paláce Golz-Kinských na Staroměstském náměstí čp. 606/12, kde se spřátelil s několika spolužáky – osobnostmi, z nichž je především znám Franz Kafka, protože se dochoval jeho dopis z roku 1904 a Pollakovo jméno je také uvedeno v Kafkově deníku. Přátelil se také například s Maxem Brodem či s Josefem Opitzem.
Dále krátce studoval chemii na přírodovědecké fakultě Karlo-Ferdinandovy univerzity, přestoupil na filozofickou fakultu, kde studoval filozofii, archeologii a dějiny umění. Z finančních důvodů nastoupil na podzim roku 1903 na místo domácího učitele na zámku Horní Studenec, (dnes místní část obce Ždírec nad Doubravou), na Havlíčkobrodsku.
Doktorát z dějin umění obhájil roku 1907 na téma Pražští sochaři vrcholného baroka Jan Brokoff a Ferdinand Maxmilián Brokoff. Téhož roku se oženil s Hedvikou Eisnerovou, sestrou známého filologa Pavla Eisnera a odejel na stipendijní pobyt v Římě. V letech 1910–1913 pracoval jako asistent v semináři dějin umění německé Karlo-Ferdinandovy univerzity v Praze, roku 1913 odešel dělat asistenta Maxe Dvořáka na univerzitu ve Vídni, kde se roku 1914 habilitoval a jeden rok přednášel jako soukromý docent dějin umění. Vzápětí získal místo sekretáře pro dějiny umění na Rakouském institutu pro výzkum dějin v Římě, kam se s manželkou přestěhoval.
Pollak byl vlastenecky založen, v 1. světové válce se počátkem roku 1915 sám přihlásil do rakouské armády. Padl 11. června 1915 na rakousko-italské frontě na Soči.

## Dílo
Pollak patřil k nejpilnějším badatelům, napsal několik studií, především z dějin renesančního a barokního umění v Čechách a v Římě. Většina jeho prací vyšla až posmrtně.